# Adrien Joseph de Gislain de Bontin
Pour les articles homonymes, voir Bontin.
Adrien Joseph de Gislain de Bontin est un homme politique français né le 11 juillet 1804 aux Ormes (Yonne) et décédé le 11 mai 1882 à Paris.

## Biographie
Fils du baron Charles-Louis de Gislain de Bontin et de Sidonie Séguier de Saint-Brisson, il devient magistrat. Juge au tribunal de la Seine sous la Monarchie de Juillet, il est député conservateur de l'Yonne de 1846 à 1848, soutenant le ministère Guizot. Il est conseiller à la cour d'appel de Paris sous le Second Empire.
Il épouse Irma Berthier de Grandry de La Borde.

## Sources
- « Dictionnaire des parlementaires français de 1789 à 1889 (Adolphe Robert, Edgar Bourloton et Gaston Cougny) », sur gallica BNF (consulté le 7 décembre 2013)